# Rocher Blanc
Il Rocher Blanc (2.927 m s.l.m. ) è una montagna della Catena di Belledonne nelle Alpi del Delfinato. Si trova nel dipartimento francese dell'Isère.
La montagna costituisce la vetta più alta della parte settentrionale della Catena di Belledonne detta Massiccio dei Sept Laux. Domina i laghi di Sept-Laux.